# ایزوپروپیل پالمیتات

ساختار شیمیایی ایزوپروپیل پالمیتات

ایزوپروپیل پالمیتات (به انگلیسی: Isopropyl palmitate) با فرمول شیمیایی C۱۹H۳۸O۲ یک ترکیب شیمیایی با شناسه پاب‌کم ۸۹۰۷ است. که جرم مولی آن ۲۹۸٫۵ g/mol می‌باشد. 